# Aérospatiale

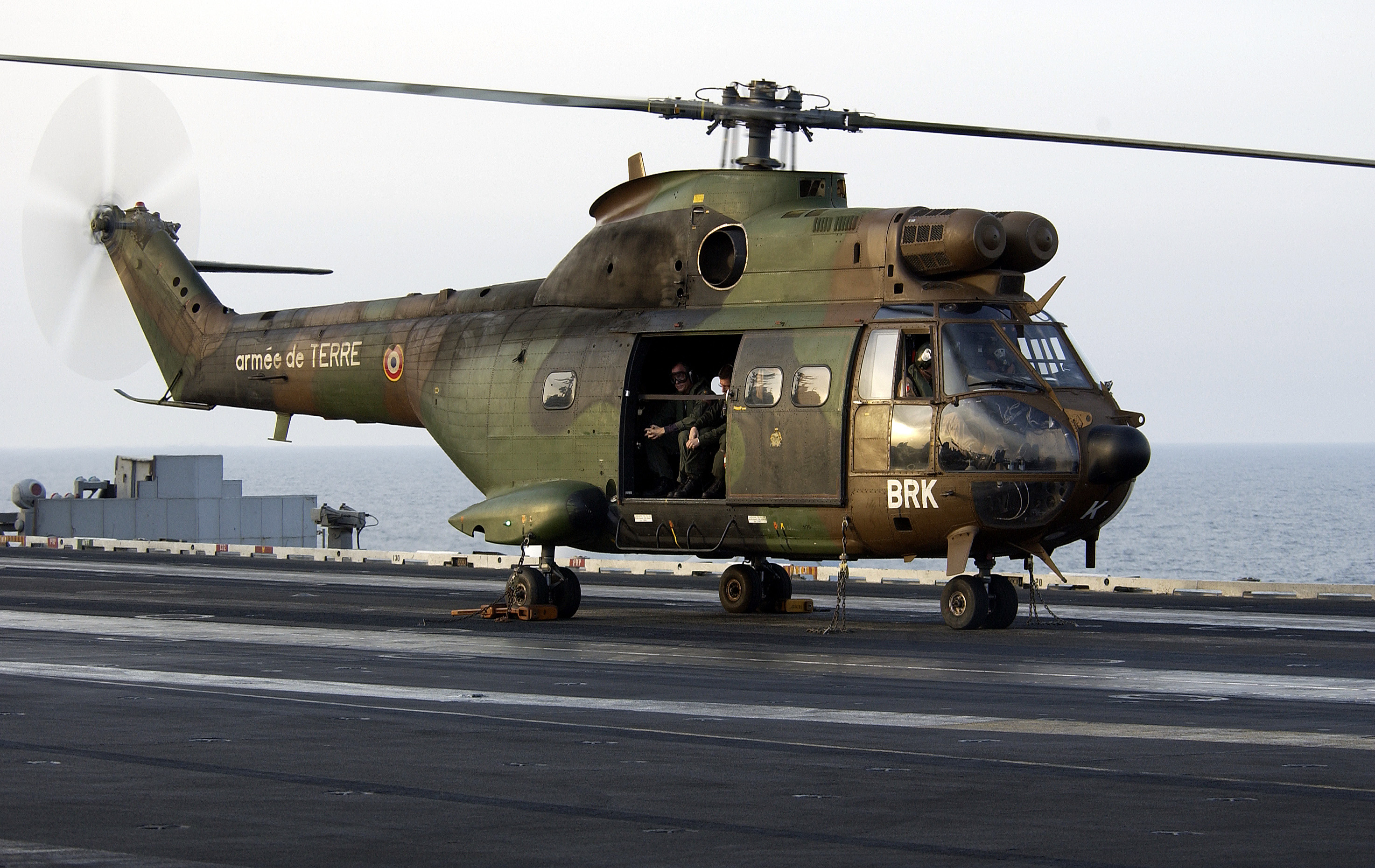
Aérospatiale Puma der französischen Armee

Aérospatiale (nach Fusion zunächst als Société Nationale Industrielle Aérospatiale (SNIAS) geführt, später dann in Aérospatiale umbenannt) war ein staatlicher französischer Luft- und Raumfahrtkonzern und ein Vorläufer der European Aeronautic Defence and Space Company (EADS; heute Airbus-Gruppe).

## Geschichte
In den 1960er Jahren beschloss die französische Regierung die drei staatlichen Luftfahrtkonzerne Sud Aviation, Nord Aviation und Société d’étude et de réalisation d’engins balistiques (SÉREB) zusammenzulegen. Die Firmen Sud und Nord Aviation waren ihrerseits bereits Zusammenschlüsse kleinerer Luftfahrzeughersteller nach dem Krieg. Damit hatte Aérospatiale bereits langjährige Erfahrung seit der Nachkriegszeit.
Das neue Unternehmen entstand am 1. Januar 1970 unter dem Namen Société Nationale Industrielle Aérospatiale (SNIAS), 1984 wurde es zu Aérospatiale umbenannt. Es war einer der größten europäischen Hersteller von zivilen und militärischen Hubschraubern, Flugzeugen sowie Raketen, später auch Satellitentechnik. Viele der ersten Entwürfe gehen noch auf Planungen von Sud Aviation zurück, darunter auch Pläne für die Concorde, in Kooperation mit den britischen Firmen Bristol Siddeley und British Aircraft Corporation. Auch die Pläne für die europäische Weltraumrakete Ariane begannen schon in den 1960er Jahren bei Sud Aviation. Gemeinsam mit britischen und deutschen Firmen konnte das Projekt erfolgreich vorangetrieben werden und Ariane 1979 erstmals starten. Viele weitere Projekte waren ebenfalls Joint Ventures, überwiegend mit anderen europäischen Firmen. Dies führte 1992 zur Zusammenlegung der Hubschraubersparten von Aérospatiale und der Deutsche Aerospace Aktiengesellschaft (DASA) und Ausgliederung zu Eurocopter.
Im Jahr 1998 fusionierte Aérospatiale mit Matra Haute Technologie (einer Tochter des französischen Matra-Konzerns) zu Aérospatiale-Matra. Am 10. Juli 2000 fusionierte Aérospatiale-Matra schließlich mit der deutschen DASA und der spanischen CASA zur European Aeronautic Defence and Space Company (EADS), heute bekannt als Airbus Military. Die Raketensparte von Aérospatiale und Matra ist heute noch als MBDA am Markt.

## Produkte

### Flugzeuge
Einige Flugzeuge wurden bereits von den Vorläuferfirmen der Aérospatiale produziert und waren wie die CM.170 teils schon seit fast zwei Jahrzehnten erfolgreich. Diese wurden von Aérospatiale weitervertrieben bzw. weiterentwickelt. Andere wiederum sind Koproduktionen zwischen Aérospatiale und anderen Firmen. Dementsprechend sind die Bezeichnungen der Flugzeuge von Aérospatiale sehr uneinheitlich. 

#### Entwicklungen von Vorgängerfirmen
- CM.170 Magister
- Fouga CM.175 Zéphyr
- SE 210 Caravelle
- Socata TB 30 Epsilon
- Nord 262
- Transall C-160
- Concorde (Überschallpassagierflugzeug)

#### Entwicklungen von Aérospatiale
- SN 601 Corvette
- Airbus A300
- Avions de Transport Régional, ATR Regionalflugzeuge (1982)
- C.22 (Zieldarstellungsdrohne, unbemannt)

### Hubschrauber
Viele der ersten Typen entstammten noch der Planung von Sud Aviation und trugen daher auch noch zu Zeiten der Aérospatiale die Bezeichnung „SA“.
- SA 315B Lama
- SA 318 Alouette II
- SA 319 Alouette III
- SA 321 Super Frelon
- SA 330 Puma
- SA 341/342 Gazelle
- SA 360, SA 365/AS365 Dauphin, Dauphin 2 und die Variante SA 366 Dolphin
- AS 332/532 Super Puma, Cougar
- AS 350/355 Ecureuil/AStar, Ecureuil 2/TwinStar

### Raketen
In den verschiedenen Teilunternehmen von Aérospatiale wurden verschiedene Arten von Raketen entwickelt. Ein Schwerpunkt waren Raketenwaffen (von verschiedenen Luft-Boden-Raketen (AS-20, AS-30) über Anti-Schiffsraketen (AS-15TT, Exocet) bis hin zu U-Boot-gestützten Raketen (SLBM) M1, M20, M45). Die bekanntesten Produkte waren die Flugabwehrrakete Mistral, die Exocet, sowie die Flugabwehrrakete Roland.
Besonders bekannt wurde das Unternehmen mit der Entwicklung der Ariane Weltraumrakete 1979. Die Ariane-Serie umfasst mittlerweile 5 Versionen, eine sechste Version ist in Planung.